# Ваньо Шишков
Ваньо Шишков е бивш български футболист, нападател.

## Биография
Роден е на 6 май 1969 г. в Стара Загора. Висок е 187 см и тежи 85 кг.
Играл е за „Берое“, ЦСКА, „Славия“ (София), „Раковски“ (Русе), „Добруджа“ (Добрич), „Беласица“ (Петрич), „Академик“ (София), „Олимпик“ (Тетевен), както и в „Есперанс“ (Тунис) и „Нафпактиакос“ (Гърция). Играе за националния отбор на полицията.
В А група има 267 мача и 61 гола. Носител на купата на страната и вицешампион през 1993 г. с ЦСКА. Шампион на Тунис през 1998 г. с „Есперанс“. За ЦСКА има 8 мача и 6 гола в евротурнирите (2 мача с 1 гол за КЕШ, 4 мача с 4 гола за КНК и 2 мача с 1 гол за купата на УЕФА).

## Статистика по сезони
- Берое – 1990/91 – А група, 20/7
- Берое – 1991/92 – А група, 23/8
- ЦСКА – 1992/93 – А група, 15/4
- ЦСКА – 1993/ес. – А група, 10/1
- Берое – 1994/пр. - А група, 13/3
- ЦСКА – 1994/ес. - А група, 4/0
- Берое – – 1995/пр. - А група, 10/5
- Славия – 1995/ес. - А група, 6/0
- Раковски – 1996/пр. - А група, 14/5
- Добруджа – 1996/97 – А група, 27/8
- Добруджа – 1997/98 – А група, 19/3
- Есперанс – 1998/пр. - Тунизийска Лига, 7/2
- Беласица – 1998/ес. - Б група, 14/4
- Академик – 1999/пр. - Б група, 10/1
- Берое – 2001/пр. – А група, 6/1
- Берое – 2001/02 – А група, 29/4
- Нафпактиакос – 2002/ес. - C'Етники Категория, 11/2
- Олимпик (Тет) – 2003/пр. - Б група, 14/3